# Водокористування
Водокористування — юридично обумовлена діяльність, пов'язана з використанням водних ресурсів, використання вод (водних об'єктів) для задоволення потреб населення, промисловості, сільського господарства, транспорту та інших галузей господарства, включаючи право на забір води, скидання стічних вод та інші види використання вод (водних об'єктів).
До водокористувачів, наприклад, відносяться гідроенергетика, водний транспорт, рибне господарство. Водокористування не пов'язане безпосередньо з забором води з використовуваних водних об'єктів, але його не можна розглядати у відриві від потреб водоспоживання, тому що в інтересах водокористувача вилучення води на водоспоживання може бути обмежене.
Водокористувачеві висувають певні вимоги до режиму стоку і якості водних ресурсів залежно від тих функцій, які вода виконує при її використанні, і, у свою чергу, часто впливають на обидва ці показники. На території України налічується 1103 водосховища. Так, створення водосховищ для потреб гідроенергетики змінює режим стоку, температурний, гідробіологічний і гідрохімічний режими водотоку. Використання водних ресурсів водним транспортом, рекреаційним маломірним флотом може викликати забруднення води.
У Водному кодексі України (1995) наявний один термін - водокористування. Терміна водоспоживання - немає.

## Виноски
1. ↑  Водокористування // Великий тлумачний словник сучасної української мови (з дод. і допов.) / уклад. і гол. ред. В. Т. Бусел. — 5-те вид. — К. ; Ірпінь : Перун, 2005. — ISBN 966-569-013-2.
2. ↑  Водокористування // Словник законодавчих термінів.
3. ↑  Водний фонд України: Штучні водойми - водосховища і ставки: Довідник / За ред. В.К. Хільчевського, В.В. Гребеня. - К.: Інтерпрес, 2014. - 164 с. ISBN 978-965-098-2